# K-Tower
De K-Tower of K Toren is een 66,2 meter hoge toren in de Belgische stad Kortrijk naar een ontwerp van de Belgische architect Philippe Samyn. De residentiële toren bevindt zich op Overleie langsheen de rivier de Leie naast het Guldensporencollege campus Kaai en herbergt 68 flats. De woontoren telt 20 verdiepingen. Samen met de Sint-Maartenstoren is de K Toren een van de hoogste Kortrijkse gebouwen en bepaalt hij zo mee de skyline van de stad.

## Geschiedenis
Naast de K Toren bevond zich de Collegetoren, een internaatstoren van het voormalige Sint-Amandscollege. Wegens het dalend aantal internen en het feit dat deze toren niet voldeed aan de strengere brandnormen, schreef het Stadsontwikkelingsbedrijf Kortrijk aan het begin van de 21e eeuw een architectuurwedstrijd uit om de toren een nieuwe bestemming te geven. De groep Van Roey en architectenbureau Sameyn & Partners wonnen deze wedstrijd met een ontwerp waarbij de oorspronkelijke toren werd gesloopt en vervangen door een nieuwe woontoren op de nabijgelegen site van het voormalige priesterkwartier. Op 2 augustus 2015 begon de sloop van dit gebouw waar vroeger de priesters woonden die met de school waren verbonden. Na de afbraak werd begonnen met de bouw van de K Toren.